# Brustiarius solidus
Brustiarius solidus är en fiskart som först beskrevs av Herre, 1935.  Brustiarius solidus ingår i släktet Brustiarius och familjen Ariidae. Inga underarter finns listade.